# خالد سارة
خالد جرجيس سارة (1932 - 1979) طيار عسكري سابق في الجيش العراقي وقد شغل العديد من المناصب في  سلاح الجو العراقي، كما كان الطيار الذي قصف مقر اللواء الخامس إبان انقلاب الشواف عام 1959.

## حياته العسكرية

### دوره في إحباط انقلاب الشواف
خلال أحداث انقلاب الشواف في الموصل قصف الطيار خالد ساره مقر اللواء الخامس، وأصيب نتيجة القصف الشواف بإصابة قاتلة فنقل للمستشفى، وهناك أطلق عليه النار من قبل أحد الجنود. وقيل انه انتحر.

### حرب حزيران 1967
بعد إن شنت إسرائيل عدوانها في 5 حزيران 1967، شارك خالد ببعض الضربات ضد الكيان الصهيوني، والتي كانت تنطلق طائرته من قاعدة الوليد الجوية.

### حرب تشرين 1973
ارسل تشكيل من طائرتين نوع هنتر بقيادة ملازم أول طيار سمير زينل وملازم طيار وليد عبد اللطيف لضرب مطار راماد ديفيد ولم يصل التشكيل إلى الهدف وضربوا أهداف بديلة وقد عاد هذا التشكيل بسلام ثم جاء تشكيل معادي مكون من أربع طائرات فوتور تحميها اربع طائرات ميراج وقد اخبرت القاعدة من قبل الوحدات الأرضية المتقدمة عند الحدود العراقية الأردنية فاقلعت طائرة هنتر بقيادة الرائد الطيار خالد سارة الذي جاء إلى القاعدة وكان يشغل منصب ضابط ركن التدريب الجوي في القيادة واقلع بطائرة ميك 21 بقيادة ملازم أول طيار نامق سعد الله (الذي قتل في حرب تشرين 1973) وبعد إقلاع الطائرة الثالثة من نوع هنتر بقيادة ملازم أول طيار محمد عبد الواحد اليوزيكي حيث كان التشكيل المعادي فوق القاعدة مما أدى إلى إصابة طائرة الطيار محمد عبد الواحد بعد إقلاعها مباشرة وقتل وقد أصيبت طائرة الميك 21 من قبل طائرة ميراج ولكن الطيار قفز بالمظلة ونزل سالماً وخلال اشتباك جوي بين طائرة الهنتر بقيادة الرائد الطيار خالد سارة أصيبت طائرته، وقد تمكن من إسقاط طائرتين إسرائيليتين بالمؤخرة مما أدى إلى انفتاح ابريك برشوت أمن في الجو ثم نزل بالطائرة بسلام وفي نفس اليوم وصلت سيارة كومر أردنية تحمل الطيارين من الأردنيين الذين انسحبوا من مطارهم بعد احتراق قسم من طائراتهم في الأرض من قبل الطيران المعادي حيث اصبح مطار المفرق غير صالح للطيران.

## وفاته
توفي بعد اصابتهِ بمرض السرطان في إحدى مستشفيات بريطانيا في  19 ايار  1979.